# Gran Premio Bruno Beghelli
El Gran Premio Bruno Beghelli es una carrera ciclista italiana disputada en Monteveglio, en la provincia de Bolonia. 
Creada en 1996, el Campeonato de Italia de Ciclismo en Ruta conseguido por Mario Cipollini tuvo el mismo recorrido que esta carrera. Ya en 1997 se disputó como prueba independiente en la categoría 1.2 como sustituta de la Milán-Vignola. Desde la creación de los Circuitos Continentales UCI en el 2005 forma parte del circuito continental del UCI Europe Tour, dentro de la categoría 1.1. En 2014 ascendió a la categoría 1.HC.

## Palmarés
| Año  | Ganador             | Segundo              | Tercero              |
| ---- | ------------------- | -------------------- | -------------------- |
| 1996 | Mario Cipollini     | Mario Traversoni     | Endrio Leoni         |
| 1997 | Stefano Zanini      | Glenn Magnusson      | Luca Mazzanti        |
| 1998 | Stefano Zanini      | Luca Mazzanti        | Paolo Bettini        |
| 1999 | Michael Boogerd     | Alekszandr Vinokurov | Dario Frigo          |
| 2000 | Marco Serpellini    | Romāns Vainšteins    | Chann McRae          |
| 2001 | Andréi Chmil        | Jaan Kirsipuu        | Paolo Valoti         |
| 2002 | Gianluca Bortolami  | Daniele Nardello     | Nicki Sørensen       |
| 2003 | Luca Paolini        | Martin Elmiger       | Luca Mazzanti        |
| 2004 | Danilo Hondo        | Fabio Baldato        | Karsten Kroon        |
| 2005 | Murilo Fischer      | Paolo Bettini        | Paride Grillo        |
| 2006 | Sergio Marinangeli  | Ruggero Marzoli      | Riccardo Riccò       |
| 2007 | Damiano Cunego      | Fabian Wegmann       | Alessandro Bertolini |
| 2008 | Alessandro Petacchi | Mijailo Jalilov      | Giuseppe Palumbo     |
| 2009 | Fran Ventoso        | Giovanni Visconti    | Enrico Rossi         |
| 2010 | Dario Cataldo       | Jakob Fuglsang       | Daniele Pietropolli  |
| 2011 | Filippo Pozzato     | Manuel Belletti      | Giovanni Visconti    |
| 2012 | Nicki Sørensen      | Fabio Felline        | Matteo Rabottini     |
| 2013 | Leonardo Duque      | Manuele Mori         | Elia Favilli         |
| 2014 | Valerio Conti       | Kristjan Koren       | Ilnur Zakarin        |
| 2015 | Sonny Colbrelli     | Manuel Belletti      | Roberto Ferrari      |
| 2016 | Nicola Ruffoni      | Filippo Pozzato      | Jens Keukeleire      |
| 2017 | Luis León Sánchez   | Sonny Colbrelli      | Elia Viviani         |
| 2018 | Bauke Mollema       | Carlos Barbero       | Manuel Belletti      |
| 2019 | Sonny Colbrelli     | Alejandro Valverde   | Jack Haig            |

## Palmarés por países
| País         | Victorias | Último vencedor           |
| ------------ | --------- | ------------------------- |
| Italia       | 15        | Sonny Colbrelli en 2019   |
| España       | 2         | Luis León Sánchez en 2017 |
| Países Bajos | 2         | Bauke Mollema en 2018     |
| Bélgica      | 1         | Andréi Chmil en 2001      |
| Alemania     | 1         | Danilo Hondo en 2004      |
| Brasil       | 1         | Murilo Fischer en 2005    |
| Dinamarca    | 1         | Nicki Sørensen en 2012    |
| Colombia     | 1         | Leonardo Duque en 2013    |

## Estadísticas

### Más victorias
| Ciclista        | Victorias | Años        |
| --------------- | --------- | ----------- |
| Stefano Zanini  | 2         | 1997 y 1998 |
| Sonny Colbrelli | 2         | 2015 y 2019 |

- En negrilla corredores activos.

### Victorias consecutivas
- Dos victorias seguidas:
  -  Stefano Zanini (1997, 1998)
- En negrilla corredores activos.